# Ebro (Florida)
Ebro ist eine Stadt im Washington County im US-Bundesstaat Florida. Das U.S. Census Bureau hat bei der Volkszählung 2020 eine Einwohnerzahl von 237 ermittelt.

## Geographie
Ebro liegt rund 50 km südwestlich von Chipley sowie etwa 170 km westlich von Tallahassee. Im Westen grenzt der Choctawhatchee River und im Süden der Pine Log State Forest an den Ort.

## Demographische Daten
Laut der Volkszählung 2010 verteilten sich die damaligen 270 Einwohner auf 112 Haushalte. Die Bevölkerungsdichte lag bei 32,9 Einw./km². 84,1 % der Bevölkerung bezeichneten sich als Weiße, 1,1 % als Afroamerikaner, 5,6 % als Indianer und 0,4 % als Asian Americans. 8,9 % gaben die Angehörigkeit zu mehreren Ethnien an. 2,6 % der Bevölkerung bestand aus Hispanics oder Latinos.
Im Jahr 2010 lebten in 30,5 % aller Haushalte Kinder unter 18 Jahren sowie 26,7 % aller Haushalte Personen mit mindestens 65 Jahren. 69,5 % der Haushalte waren Familienhaushalte (bestehend aus verheirateten Paaren mit oder ohne Nachkommen bzw. einem Elternteil mit Nachkomme). Die durchschnittliche Größe eines Haushalts lag bei 2,57 Personen und die durchschnittliche Familiengröße bei 2,92 Personen.
26,0 % der Bevölkerung waren jünger als 20 Jahre, 24,9 % waren 20 bis 39 Jahre alt, 31,5 % waren 40 bis 59 Jahre alt und 17,9 % waren mindestens 60 Jahre alt. Das mittlere Alter betrug 40 Jahre. 51,9 % der Bevölkerung waren männlich und 48,1 % weiblich.
Das durchschnittliche Jahreseinkommen lag bei 40.714 $, dabei lebten 27,7 % der Bevölkerung unter der Armutsgrenze.
Im Jahr 2000 war Englisch die Muttersprache von 100 % der Bevölkerung.

## Verkehr
Ebro wird von den Florida State Roads 20 und 79 durchquert. Der nächste Flughafen ist der Northwest Florida Beaches International Airport (rund 25 km südlich).